# Tirynthia huasteca
Tirynthia huasteca is een vlinder uit de familie van de dikkopjes (Hesperiidae). De wetenschappelijke naam van de soort is voor het eerst geldig gepubliceerd in 1969 door Freeman. Dit taxon wordt nu wel beschouwd als een ondersoort van Decinea decinea (Hewitson, 1876).